# Pseudocurimata troschelii
Pseudocurimata troschelii és una espècie de peix de la família dels curimàtids i de l'ordre dels caraciformes.

## Morfologia
- Els mascles poden assolir 15,5 cm de llargària total.[5]

## Hàbitat
Viu en zones de clima tropical.

## Distribució geogràfica
Es troba a Sud-amèrica: rius Zarumilla i Tumbes al nord del Perú, i rius que desemboquen al Golf de Guayaquil.